# 八幡宮
八幡宮（はちまんぐう）は、八幡神（応神天皇）を祭神とする神社。「八幡神社」「八幡社」「八幡」「八幡様」などとも表記される。大分県宇佐市の宇佐神宮が総本社。奈良時代以前から九州で信仰が広がり、中世以降は全国的に流行した。現在は約4万4000社あるとされる。神紋は左三つ巴。
主に武家の守護神とされる。信仰の広がりに伴い、従来は明神や天神を祀っていた神社が八幡に改称・合祀された事例も多くある。

## 概要
八幡宮の発祥地は大神比義命（おおがのひぎのみこと）が創始し初代大宮司となった宇佐八幡宮（全国の八幡宮の総本社）である。五所別宮（筑前大分八幡宮、肥前千栗八幡宮、肥後藤崎八幡宮、薩摩新田神社、大隈正八幡宮）が分布する様に、古くは九州地方信仰圏を形成していた。
八幡宮から分祀された若宮八幡宮は源氏武家やその子孫が信仰する。
近代社格制度においては宇佐神宮、石清水八幡宮、筥崎宮、鹿児島神宮の四社が官幣大社の社格に列し、特に宇佐神宮、石清水八幡宮、筥崎宮の三社が日本三大八幡宮とされる。

## 列挙
列挙している八幡宮などは、以下のとおり。
- 八幡宮
- 八幡神社
- 八幡社
- 八幡宮神社
- 八幡大神社
- 八幡大神
- 他の八幡神社
- 他の神社

## 主な八幡宮

### 北海道地方
- 西岡八幡宮（北海道札幌市豊平区）
- 室蘭八幡宮（北海道室蘭市）
- 函館八幡宮（北海道函館市） - 旧国幣中社
- 亀田八幡宮（北海道函館市）
- 上磯八幡宮（北海道北斗市）
- 上ノ國八幡宮（北海道檜山郡上ノ国町）

### 東北地方

#### 青森県
- 矢越八幡宮（青森県下北郡佐井村大字佐井）
- 弘前八幡宮（青森県弘前市）
- 櫛引八幡宮（青森県八戸市大字八幡字八幡丁）
- 小田八幡宮（青森県八戸市小田）
- 中里八幡宮（青森県北津軽郡中泊町深郷田字富森

#### 岩手県
- 盛岡八幡宮（岩手県盛岡市） - 旧県社
- 横山八幡宮（岩手県宮古市）
- 鎮守府八幡宮（岩手県奥州市水沢区） - 旧県社
- 軽米八幡宮（岩手県九戸郡軽米町）
- 山田八幡宮（岩手県下閉伊郡山田町）

#### 宮城県
- 大崎八幡宮（宮城県仙台市青葉区）
- 亀岡八幡宮（宮城県仙台市青葉区）
- 上山八幡宮（宮城県本吉郡南三陸町）
- 屯岡八幡宮（宮城県栗原郡栗駒町）
- 金澤八幡宮（秋田県横手市） - 旧県社

#### 山形県
- 六椹八幡宮（山形県山形市）
- 寒河江八幡宮（山形県寒河江市） - 旧県社
- 谷地八幡宮（山形県西村山郡河北町） - 旧県社
- 鮎貝八幡宮（山形県西置賜郡白鷹町） - 旧県社
- 烏帽子山八幡宮（山形県南陽市）
- 安久津八幡宮（山形県東置賜郡高畠町）

#### 福島県
- 飯野八幡宮（福島県いわき市）
- 梁川八幡宮（福島県伊達市）

### 関東地方

#### 茨城県
- 水戸八幡宮（茨城県水戸市八幡町）
- 若宮八幡宮（茨城県常陸太田市）
- 馬場八幡宮（茨城県常陸太田市）
- 八幡宮 (高萩市)（茨城県高萩市安良川）
- 大宝八幡宮（茨城県下妻市大宝）

#### 栃木県
- 塙田八幡宮（栃木県宇都宮市塙田）
- 塩原八幡宮（栃木県那須塩原市中塩原）
- 宮原八幡宮（栃木県那須烏山市宮原）
- 中村八幡宮（栃木県真岡市中）
- 長沼八幡宮（栃木県真岡市長沼）
- 薬師寺八幡宮（栃木県下野市薬師寺）
- 部屋八幡宮（栃木市藤岡町部屋）
- 下野國一社八幡宮（栃木県足利市八幡町）
- 樺崎八幡宮（栃木県足利市樺崎町）
- 間々田八幡宮（栃木県小山市間々田）
- 白鳥八幡宮（栃木県小山市白鳥）
- 亀岡八幡宮（栃木県芳賀郡益子町小宅）

#### 群馬県
- 前橋八幡宮（群馬県前橋市）
- 山名八幡宮（群馬県高崎市）
- 上野國一社八幡宮（群馬県高崎市八幡町）
- 渋川八幡宮（群馬県渋川市）
- 玉村八幡宮（群馬県佐波郡玉村町）

#### 埼玉県
- 白岡八幡宮（埼玉県白岡市白岡）
- 川越八幡宮（埼玉県川越市）

#### 千葉県
- 飯香岡八幡宮（千葉県市原市） - 旧県社。石清水八幡宮の市原別宮。
- 海上八幡宮（千葉県銚子市）
- 葛飾八幡宮（千葉県市川市八幡） - 旧県社

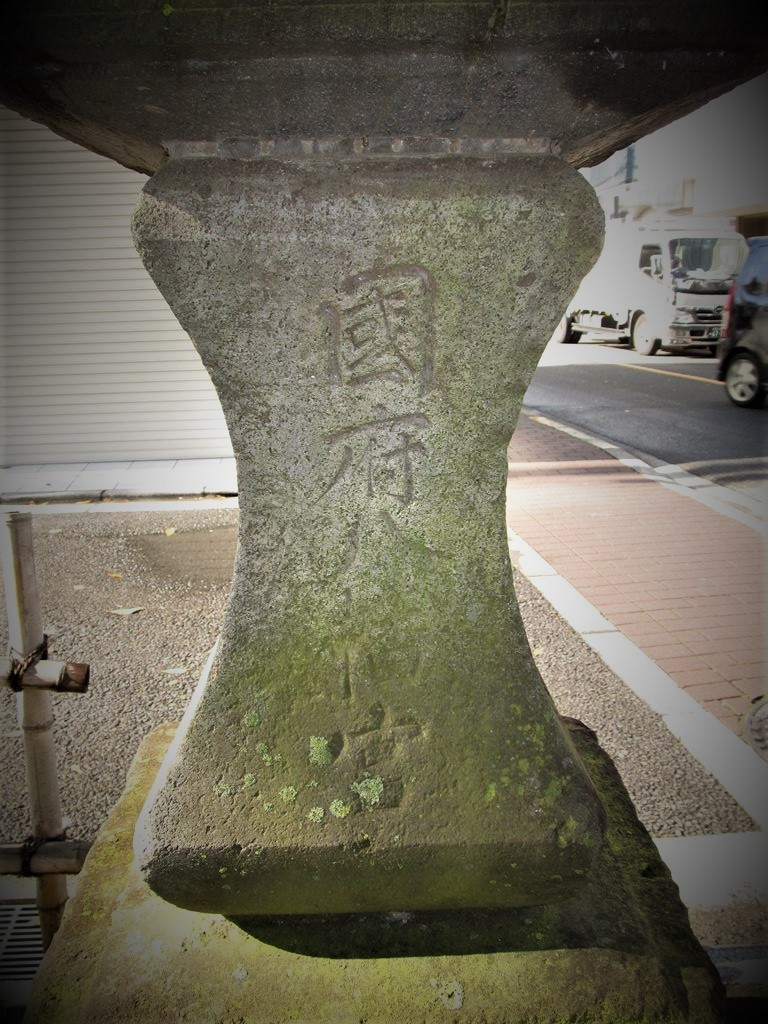
国府八幡宮石灯篭 （武蔵国府八幡宮

- 鶴谷八幡宮（千葉県館山市） - 旧県社
- 廣幡八幡宮（千葉県柏市）
- 道野辺八幡宮（千葉県鎌ヶ谷市）

#### 東京都
- 市谷亀岡八幡宮（東京都新宿区市谷八幡町）
- 穴八幡宮（東京都新宿区西早稲田） - 江戸八所八幡宮のひとつ。
- 金王八幡宮（東京都渋谷区渋谷） - 江戸八所八幡宮のひとつ。
- 代々木八幡宮（東京都渋谷区）
- 富岡八幡宮（東京都江東区） - 江戸八所八幡宮のひとつ。
- 富賀岡八幡宮（東京都江東区）
- 宇迦八幡宮（東京都江東区）
- 碑文谷八幡宮（東京都目黒区）
- 大宮八幡宮（東京都杉並区） - 武蔵国八幡一宮。別表神社。江戸八所八幡宮のひとつ。
- 井草八幡宮（東京都杉並区） - 別表神社
- 世田谷八幡宮（東京都世田谷区）
- 天祖若宮八幡宮（東京都練馬区）
- 土支田八幡宮（東京都練馬区）
- 武蔵野八幡宮（東京都武蔵野市）
- 武蔵国府八幡宮（東京都府中市） - 府中八幡宮
- 箭幹八幡宮（東京都町田市）
- 百草八幡宮（東京都日野市） - 百草園隣接

#### 神奈川県
- 冨塚八幡宮（神奈川県横浜市戸塚区戸塚町）
- 舞岡八幡宮（神奈川県横浜市戸塚区舞岡町）
- 中村八幡宮（神奈川県横浜市南区八幡町）
- 若宮八幡宮（神奈川県横浜市南区大岡）
- 杉田八幡宮（神奈川県横浜市磯子区杉田）
- 富岡八幡宮（神奈川県横浜市金沢区富岡東）
- 鳥山八幡宮（神奈川県横浜市港北区鳥山町）
- 若宮八幡宮 （神奈川県川崎市川崎区大師駅前）
- 亀ヶ池八幡宮（神奈川県相模原市中央区上溝）
- 田名八幡宮（神奈川県相模原市中央区水郷田名）
- 磯部八幡宮（神奈川県相模原市南区磯部）
- 川尻八幡宮（神奈川県相模原市緑区川尻）
- 鶴岡八幡宮（神奈川県鎌倉市雪ノ下） - 旧国幣中社
- 平塚八幡宮（神奈川県平塚市浅間町） - 旧県社。相模五社のひとつ。
- 亀岡八幡宮（神奈川県逗子市逗子）
- 鶴嶺八幡宮（神奈川県茅ヶ崎市浜之郷）

### 中部地方

#### 新潟県
- 伊米神社八幡宮（新潟県小千谷市）
- 府中八幡宮（新潟県上越市）
- 三条八幡宮（新潟県三条市）

#### 富山県
- 越中護国八幡宮（富山県富山市）
- 魚津八幡宮（富山県魚津市）
- 北鬼江八幡宮（富山県魚津市）
- 有礒正八幡宮（富山県高岡市）
- 移田八幡宮（富山県高岡市中田）
- 井波八幡宮（富山県南砺市）
- 放生津八幡宮（富山県射水市） - 旧県社
- 埴生護国八幡宮（富山県小矢部市）
- 脇子八幡宮（富山県下新川郡朝日町）

#### 福井県
- 和田八幡宮（福井県福井市和田）
- 若宮八幡宮（福井県白山市）
- 大塩八幡宮（福井県越前市）

#### 山梨県
- 武田八幡宮（山梨県韮崎市）

#### 長野県
- 鳩ヶ嶺八幡宮（長野県飯田市） - 旧県社
- 大宮八幡宮（長野県塩尻市）
- 旗挙八幡宮（長野県木曽郡木曽町）

#### 岐阜県
- 桜山八幡宮（岐阜県高山市） - 旧県社
- 久津八幡宮（岐阜県下呂市萩原町）

#### 静岡県
- 浜松八幡宮（静岡県浜松市中央区）
- 山本八幡宮 (富士宮市)（静岡県富士宮市）
- 八幡宮 (富士市)（静岡県富士市）
- 青山八幡宮（静岡県藤枝市）
- 事任八幡宮（静岡県掛川市） - 旧県社。遠江国一宮。
- 八幡宮 (掛川市大渕)（静岡県掛川市）
- 府八幡宮（静岡県磐田市）

#### 愛知県
- 日置八幡宮（愛知県名古屋市中区橘）
- 桜八幡社（愛知県名古屋市南区）
- 城山八幡宮（愛知県名古屋市千種区）
- 下中八幡宮（愛知県名古屋市中村区）
- 御器所八幡宮（愛知県名古屋市昭和区）
- 鳴海八幡宮（愛知県名古屋市緑区）
- 日置八幡宮（愛知県愛西市）
- 井内八幡宮（愛知県岡崎市井内町）
- 伊賀八幡宮（愛知県岡崎市伊賀町）
- 上地八幡宮（愛知県岡崎市上地町）
- 土呂八幡宮（愛知県岡崎市福岡町）
- 長瀬八幡宮（愛知県岡崎市森越町）
- 夏山八幡宮（愛知県岡崎市夏山町）
- 山中八幡宮（愛知県岡崎市舞木町）
- 野田八幡宮（愛知県刈谷市）
- 春日八幡宮（愛知県清須市)
- 大久佐八幡宮（愛知県小牧市大草）
- 足助八幡宮（愛知県豊田市）
- 岩田八幡宮（愛知県豊橋市中岩田）
- 羽田八幡宮（愛知県豊橋市花田町）
- 御劔八幡宮（愛知県西尾市錦城町）

### 近畿地方

#### 三重県
- 津八幡宮（三重県津市八幡町） - 旧県社
- 久居八幡宮（三重県津市久居）
- 入鹿八幡宮（三重県熊野市紀和町小栗須）

#### 滋賀県
- 長浜八幡宮（滋賀県長浜市） - 旧県社
- 日牟禮八幡宮（滋賀県近江八幡市） - 旧県社。近江八幡市の地名の由来。
- 鞭崎八幡宮（滋賀県草津市）

#### 大阪府
- 長柄八幡宮（大阪府大阪市北区長柄中）
- 南長柄八幡宮（大阪府大阪市北区長柄中）
- 横堤八幡宮（大阪府大阪市鶴見区横堤）
- 百舌鳥八幡宮（大阪府堺市百舌鳥赤畑町）
- 誉田八幡宮（大阪府羽曳野市誉田） - 日本最古の八幡宮と伝えられている。
- 壺井八幡宮（大阪府羽曳野市壺井） - 河内源氏氏神。
- 山本八幡宮（大阪府八尾市山本町）
- 春日丘八幡宮（大阪府茨木市）

#### 兵庫県
- 塩田八幡宮（兵庫県神戸市北区道場町塩田）
- 六條八幡宮（兵庫県神戸市北区山田町）
- 多井畑厄除八幡宮（兵庫県神戸市須磨区多井畑）
- 男山八幡宮（兵庫県姫路市山野井町）
- 赤穂八幡宮（兵庫県赤穂市尾崎）
- 亀岡八幡宮（兵庫県南あわじ市阿万上町）
- 大宮八幡宮（兵庫県三木市本町）

#### 奈良県
- 手向山八幡宮（奈良県奈良市雑司町） - 東大寺鎮守社。旧県社。
- 休ヶ岡八幡宮（奈良県奈良市西ノ京町） - 薬師寺鎮守社
- 高山八幡宮（奈良県生駒市高山町）

#### 和歌山県
- 木本八幡宮（和歌山県和歌山市木ノ本） - 旧県社
- 貴志川八幡宮（和歌山県紀の川市貴志川町）
- 野上八幡宮（和歌山県海草郡紀美野町小畑） - 旧県社

#### 京都府
- 首途八幡宮（京都府京都市上京区）
- 御所八幡宮（京都府京都市中京区） - 足利将軍家の守護社。
- 三宅八幡宮（京都府京都市左京区）
- 幡枝八幡宮（京都府京都市左京区）
- 長谷八幡宮（京都府京都市左京区）
- 平岡八幡宮（京都府京都市右京区） - 山城国最古の八幡宮。
- 鎮守八幡宮（京都府京都市南区） - 東寺境内社。延暦15年 (796年) に創建。明治元年 (1868年) に焼失。平成4年 (1992年) に再建。
- 石清水八幡宮（京都府八幡市） - 旧官幣大社。日本三大八幡宮のひとつ。八幡市の地名の由来。
- 綾部八幡宮（京都府綾部市）
- 篠村八幡宮（京都府亀岡市篠町） - 足利尊氏挙兵の地。
- 保津八幡宮（京都府亀岡市保津町） - 請田神社との合同で、口丹波では珍しい火祭り (保津の火まつり) がある。
- 中村八幡宮（京都府亀岡市大井町小金岐） - 日吉ダム建設に伴う集団移転の際に南丹市日吉町から亀岡市に移した八幡宮。
- 八幡宮 (南丹市)（京都府南丹市八木町）
- 船阪八幡宮（京都府南丹市園部町船阪）
- 離宮八幡宮（京都府乙訓郡大山崎町） - 旧府社。石清水八幡宮の元社。

### 中国地方

#### 鳥取県
- 倉田八幡宮（鳥取県鳥取市）
- 北条八幡宮（鳥取県東伯郡北栄町）

#### 島根県
- 平濱八幡宮（島根県松江市八幡町） - 旧県社
- 長安八幡宮（島根県浜田市弥栄）
- 富田八幡宮（島根県安来市） - 旧県社
- 鷲原八幡宮（島根県鹿足郡津和野町鷲原）

#### 岡山県
- 窪八幡宮（岡山県岡山市東区久保）- 旧郷社
- 獅子山八幡宮（岡山県新見市哲西町）
- 牛窓八幡宮（岡山県瀬戸内市牛窓町牛窓） - 旧県社
- 鴻八幡宮（岡山県倉敷市児島下の町） - 旧県社
- 新庄八幡宮（岡山県倉敷市児島阿津） - 赤崎八幡宮

#### 広島県

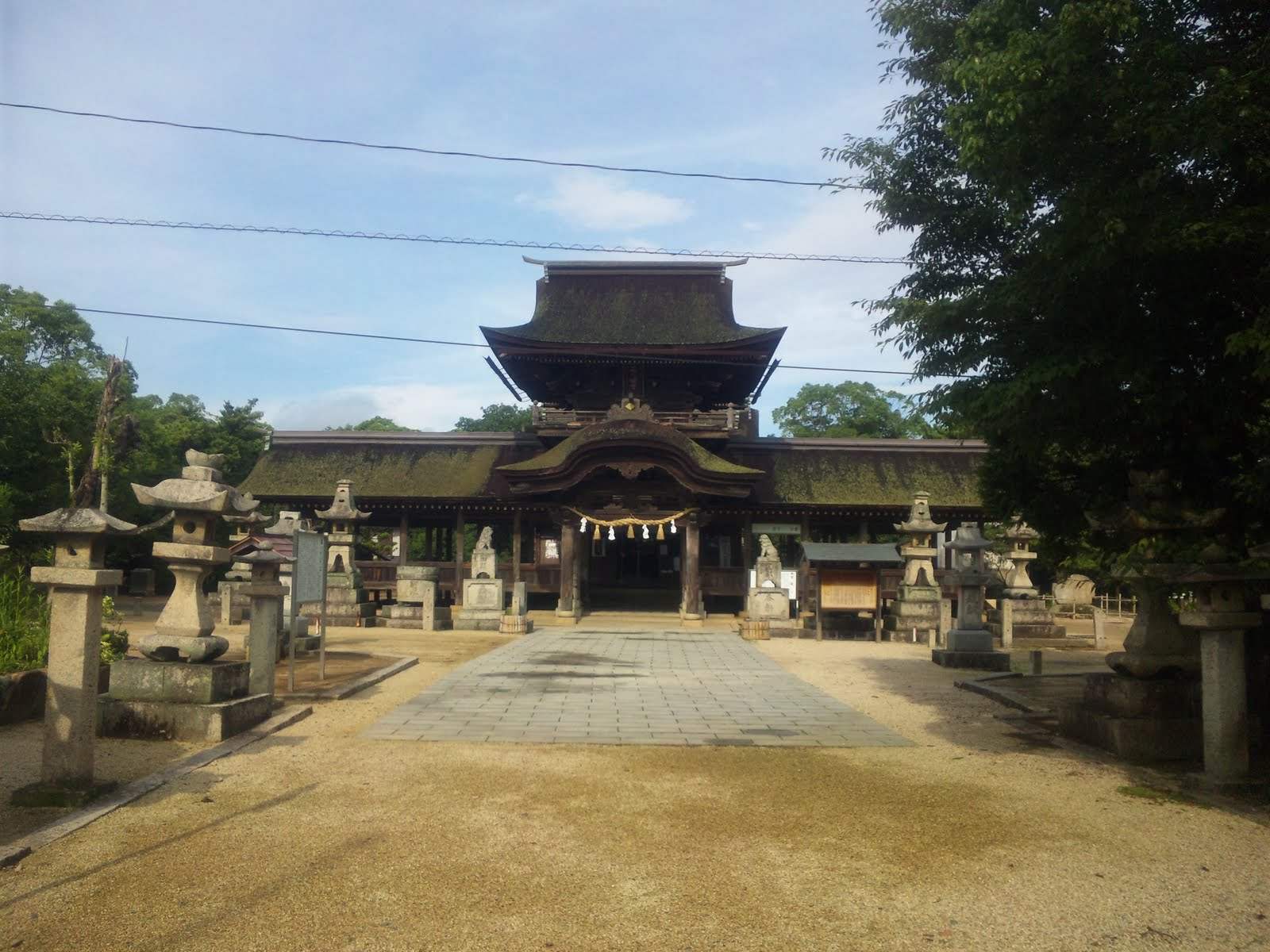
正八幡宮楼門 （山口市）

- 草津八幡宮（広島県広島市西区田方）
- 福山八幡宮（広島県福山市北吉津町）
- 御調八幡宮（広島県三原市八幡町）
- 榲原八幡宮（広島県尾道市原田町）

#### 山口県
- 今八幡宮（山口県山口市）
- 正八幡宮 （山口県山口市） - 本殿、拝殿、楼門、庁屋は国の重要文化財。[5][6][7][8]
- 朝倉八幡宮（山口県山口市）
- 遠石八幡宮（山口県周南市遠石）
- 山崎八幡宮（山口県周南市）
- 花岡八幡宮（山口県下松市）
- 早長八幡宮（山口県光市）
- 代田八幡宮（山口県柳井市）
- 白崎八幡宮（山口県岩国市今津町）
- 椎尾八幡宮（山口県岩国市）
- 岩隈八幡宮（山口県岩国市）
- 白井田八幡宮（山口県熊毛郡上関町）
- 琴崎八幡宮（山口県宇部市上宇部大小路） - 旧県社
- 岡崎八幡宮（山口県宇部市舟木）
- 亀山八幡宮（山口県下関市中之町） - 旧県社
- 日本西門鎮守八幡宮（山口県下関市阿弥陀寺町）
- 彦島八幡宮（山口県下関市彦島迫町）
- 椿八幡宮（山口県萩市椿） - 旧県社

### 四国地方

#### 香川県
- 石清尾八幡宮（香川県高松市） - 旧県社
- 国分八幡宮（香川県高松市）
- 琴弾八幡宮（香川県観音寺市） - 旧県社
- 浪打八幡宮（香川県三豊市） - 旧郷社
- 亀山八幡宮（香川県小豆郡小豆島町）

#### 高知県
- 若宮八幡宮（高知県高知市）
- 御田八幡宮（高知県室戸市）
- 不破八幡宮（高知県四万十市）
- 宇佐八幡宮（高知県土佐市）
- 久礼八幡宮（高知県高岡郡中土佐町）

### 九州・沖縄地方

#### 佐賀県
- 龍造寺八幡宮（佐賀県佐賀市） - 旧県社
- 新庄八幡宮（佐賀県佐賀市）
- 高木八幡宮（佐賀県佐賀市）
- 大崎八幡宮（佐賀県武雄市）
- 千栗八幡宮（佐賀県三養基郡みやき町） - 五所別宮。旧国幣小社。肥前国一宮。
- 西乃宮八幡宮（佐賀県三養基郡みやき町）
- 矢俣八幡宮（佐賀県三養基郡みやき町）
- 綾部八幡宮（佐賀県三養基郡みやき町） - 綾部神社。日本最古の気象台。

#### 長崎県
- 亀山八幡宮（長崎県佐世保市） - 旧県社

#### 大分県
- 柞原八幡宮（大分県大分市） - 旧国幣小社。豊後国一宮。
- 宇佐八幡宮（大分県宇佐市） - 宇佐神宮。八幡宮総本社。旧官幣大社。豊前国一宮。勅祭社。日本三大八幡宮のひとつ。
- 雲八幡宮（大分県中津市）
- 大貞八幡宮（大分県中津市） - 薦神社。宇佐神宮の祖宮。旧県社。
- 大原八幡宮（大分県日田市）

#### 宮崎県
- 宮崎八幡宮（宮崎県宮崎市）
- 今山八幡宮（宮崎県延岡市）

#### 鹿児島県
- 荒田八幡宮（鹿児島県鹿児島市）

#### 福岡県
- 若八幡宮（福岡県福岡市博多区） - 厄八幡
- 紅葉八幡宮（福岡県福岡市早良区） - 旧県社
- 鳥飼八幡宮（福岡県福岡市中央区） - 旧県社
- 橋本八幡宮（福岡県福岡市西区）
- 野間八幡宮（福岡県福岡市南区）
- 高宮八幡宮（福岡県福岡市南区）
- 筥崎八幡宮（福岡県福岡市東区） - 筥崎宮。旧官幣大社。筑前国一宮。日本三大八幡宮のひとつ。
- 飛幡八幡宮（福岡県北九州市戸畑区） - 旧県社。戸畑祇園大山笠の社。
- 中原八幡宮（福岡県北九州市戸畑区） - 戸畑祇園大山笠の社。
- 枝光八幡宮（福岡県北九州市八幡東区） - 旧県社。旧八幡市  （現八幡東区) の地名の由来。
- 仲宿八幡宮（福岡県北九州市八幡東区）
- 廣旗八幡宮（福岡県北九州市八幡西区）
- 五所八幡宮（福岡県古賀市）
- 宇美八幡宮（福岡県糸島市） - 旧県社
- 鎮懐石八幡宮（福岡県糸島市）
- 二日市八幡宮（福岡県筑紫野市）
- 曩祖八幡宮（福岡県飯塚市） - 旧県社
- 大分八幡宮（福岡県飯塚市） - 宇佐宮本宮、筥崎宮元宮。五所別宮。旧郷社。
- 綱分八幡宮（福岡県飯塚市） - 旧県社
- 恵蘇八幡宮（福岡県朝倉市）
- 月瀬八幡宮（福岡県中間市）
- 風治八幡宮（福岡県田川市）
- 若宮八幡宮（福岡県久留米市）
- 福島八幡宮（福岡県八女市）
- 上内八幡宮（福岡県大牟田市）
- 宇美八幡宮（福岡県糟屋郡宇美町） - 旧県社
- 松峡八幡宮（福岡県朝倉郡筑前町）
- 古宮八幡宮（福岡県田川郡香春町）

#### 熊本県
- 藤崎八旛宮（熊本県熊本市中央区） - 五所別宮。旧国幣小社。
- 小旛八幡宮（熊本県熊本市中央区）
- 菱形八幡宮（熊本県熊本市北区）
- 守山八幡宮（熊本県宇城市）
- 塩屋八幡宮（熊本県八代市）
- 野原八幡宮（熊本県荒尾市）
- 繁根木八幡宮（熊本県玉名市）
- 伊倉北八幡宮（熊本県玉名市）
- 伊倉南八幡宮（熊本県玉名市）
- 内田八幡宮（熊本県山鹿市）
- 井口八幡宮（熊本県人吉市）
- 濱八幡宮（熊本県水俣市）
- 牛深八幡宮（熊本県天草市牛深町）

#### 沖縄県
- 安里八幡宮（沖縄県那覇市安里）

## 主な八幡神社

### 北海道地方
- 石崎八幡神社（北海道函館市）
- 白老八幡神社（北海道白老郡白老町）
- 乙部八幡神社（北海道爾志郡乙部町）
- 三ツ谷八幡神社（北海道爾志郡乙部町）
- 元和八幡神社（北海道爾志郡乙部町）
- 栄浜八幡神社（北海道爾志郡乙部町）
- 相沼八幡神社（北海道二海郡八雲町）
- 吉野八幡神社（北海道松前郡福島町）
- 吉岡八幡神社（北海道松前郡福島町）
- 宮歌八幡神社（北海道松前郡福島町）

### 東北地方
- 一関八幡神社（岩手県一関市）
- 八幡神社（岩手県北上市）
- 八幡神社（岩手県奥州市胆沢区）
- 舞台八幡神社（宮城県仙台市太白区）
- 生出森八幡神社（宮城県仙台市太白区）
- 坪沼八幡神社（宮城県仙台市太白区）
- 廣幡八幡神社（宮城県石巻市）
- 吉岡八幡神社（宮城県黒川郡大和町）
- 日吉八幡神社（秋田県秋田市） - 旧県社
- 神宮寺八幡神社（秋田県大仙市） - 旧郷社
- 大館八幡神社（秋田県大館市）
- 成島八幡神社（山形県米沢市）
- 八幡神社 (酒田市)（山形県酒田市）
- 八幡神社 (村山市)（山形県村山市楯岡馬場）
- 涼ケ岡八幡神社（福島県相馬市）
- 心清水八幡神社（福島県河沼郡会津坂下町）
- 古殿八幡神社（福島県石川郡古殿町）
- 楢葉八幡神社（福島県双葉郡楢葉町）

### 関東地方
- 八幡神社 (ひたちなか市)（茨城県ひたちなか市八幡町）
- 鶴峯八幡神社（茨城県古河市中田）
- 八幡神社 (古河市八幡町)（茨城県古河市本町2）
- 八幡神社 (古河市北新町)（茨城県古河市本町1） - 諏訪八幡宮
- 八幡神社 (古河市宮前町)（茨城県古河市宮前町） - 下宮八幡宮
- 八幡神社 (常総市)（茨城県常総市水海道橋本町） - 水海道八幡神社

#### 埼玉県
- 八幡神社 (さいたま市見沼区膝子)（埼玉県さいたま市見沼区膝子）
- 八幡神社 (さいたま市緑区)（埼玉県さいたま市緑区）
- 八幡神社 (所沢市糀谷)（埼玉県所沢市）
- 美女木八幡神社（埼玉県戸田市）
- 行田八幡神社（埼玉県行田市）
- 春日部八幡神社（埼玉県春日部市）
- 八幡神社 (春日部市永沼)（埼玉県春日部市永沼）
- 八幡神社 (深谷市上野台)（埼玉県深谷市上野台）
- 鶴ヶ丸八幡神社（埼玉県川口市芝）
- 駒林八幡神社（埼玉県ふじみ野市駒林）
- 八幡神社 (本庄市児玉町児玉)（埼玉県本庄市児玉町児玉）
- 八幡神社 (草加市青柳)（埼玉県草加市青柳）
- 八幡神社 (八潮市八條)（埼玉県八潮市八條）
- 八幡神社 (八潮市南後谷)（埼玉県八潮市南後谷）
- 八幡神社 (八潮市大曽根)（埼玉県八潮市大曽根）
- 八幡神社 (吉川市八子新田)（埼玉県吉川市八子新田）
- 八幡神社 (蓮田市上平野)（埼玉県蓮田市上平野）
- 八幡神社 (蓮田市東)（埼玉県蓮田市東）
- 八幡神社 (久喜市樋ノ口)（埼玉県久喜市樋ノ口）
- 八幡神社 (久喜市所久喜)（埼玉県久喜市所久喜）
- 八幡神社 (新座市)（埼玉県新座市）
- 八幡神社 (富士見市下南畑)（埼玉県富士見市下南畑）
- 八幡神社 (ふじみ野市鶴ケ岡)（埼玉県ふじみ野市鶴ケ岡）
- 八幡神社 (羽生市須影)（埼玉県羽生市須影）
- 八幡神社 (羽生市加羽ケ崎)（埼玉県羽生市加羽ケ崎）
- 八幡神社 (加須市下谷)（埼玉県加須市下谷）
- 御嶽八幡神社 （埼玉県飯能市）
- 諏訪八幡神社（埼玉県飯能市）
- 八幡神社 (飯能市八幡町)（埼玉県飯能市八幡町）
- 八幡神社 (飯能市岩渕)（埼玉県飯能市岩渕）
- 八幡神社 (狭山市)（埼玉県狭山市）
- 八幡神社 (川越市山田)（埼玉県川越市山田）
- 八幡神社 (川越市鴨田)（埼玉県川越市鴨田）

#### 千葉県
- 市川八幡神社（千葉県市川市市川）
- 宇佐八幡神社（千葉県市原市）
- 鶴峯八幡神社（千葉県富津市）
- 八幡神社 (鎌ケ谷市)（千葉県鎌ケ谷市鎌ケ谷）
- 八幡神社（千葉県我孫子市下ケ戸）
- 八幡神社 (成田市芦田)（千葉県成田市芦田）
- 八幡神社 (松戸市串崎新田木前)（千葉県松戸市串崎新田木前）
- 八幡神社 (松戸市高塚新田)（千葉県松戸市高塚新田）
- 八幡神社 (白井市復)（千葉県白井市復）
- 八幡神社 (船橋市滝台)（千葉県船橋市滝台）
- 八幡神社 (館山市字南条)（千葉県館山市字南条）
- 八幡神社 (いすみ市大原8637)（千葉県いすみ市大原）
- 八幡神社 (いすみ市大原)（千葉県いすみ市大原）
- 八幡神社 (大網白里市)（千葉県大網白里市大網）
- 八剱八幡神社（千葉県木更津市）
- 誉田八幡神社（千葉県習志野市）
- 八幡神社 (八千代市大和田新田)（千葉県八千代市）
- 大和八幡神社（千葉県八千代市）
- 八幡神社 (我孫子市青山)（千葉県我孫子市青山）

#### 東京都
- 筑土八幡神社（東京都新宿区）
- 鳩森八幡神社（東京都渋谷区千駄ヶ谷） - 江戸八所八幡宮のひとつ。
- 八幡神社 (東京都港区虎ノ門)（東京都港区虎ノ門） - 西久保八幡神社。江戸八所八幡宮のひとつ。
- 御田八幡神社（東京都港区三田） - 式内論社。江戸八所八幡宮のひとつ。
- 正八幡神社（東京都文京区）
- 鮫洲八幡神社（東京都品川区）
- 旗岡八幡神社（東京都品川区）
- 戸越八幡神社（東京都品川区）
- 三谷八幡神社（東京都品川区）
- 小山八幡神社（東京都品川区）
- 中目黒八幡神社（東京都目黒区）
- 蒲田八幡神社（東京都大田区）
- 子安八幡神社（東京都大田区） - 同区内に2社ある。
- 千束八幡神社（東京都大田区）
- 馬込八幡神社（東京都大田区）
- 下高井戸浜田山八幡神社（東京都杉並区）
- 北澤八幡神社（東京都世田谷区）
- 勝利八幡神社（東京都世田谷区）
- 粕谷八幡神社（東京都世田谷区）
- 太子堂八幡神社（東京都世田谷区太子堂）
- 鷺宮八幡神社（東京都中野区）
- 赤羽八幡神社（東京都北区）
- 尾久八幡神社（東京都荒川区）
- 八幡神社 (板橋区赤塚)（東京都板橋区赤塚）
- 高松八幡神社（東京都練馬区）
- 中村八幡神社（東京都練馬区）
- 柴又八幡神社（東京都葛飾区）
- 梶原八幡神社（東京都八王子市） - 元八王子八幡神社
- 八幡神社 (東京都府中市白糸台一丁目)（東京都府中市白糸台）
- 八幡神社 (東京都府中市若松町)（東京都府中市若松町）
- 本多八幡神社（東京都国分寺市）
- 八幡神社 (あきる野市)（東京都あきる野市）
- 金井八幡神社（東京都町田市）
- 八幡神社 (東久留米市八幡町)（東京都東久留米市）
- 八幡神社 (大島町)（東京都大島町）

#### 神奈川県
- 根岸八幡神社（神奈川県横浜市磯子区西町）
- 八幡橋八幡神社（神奈川県横浜市磯子区原町）
- 篠原八幡神社（神奈川県横浜市港北区篠原町）
- 鴨居八幡神社（神奈川県横須賀市鴨居）
- 久里浜八幡神社（神奈川県横須賀市久里浜）
- 八幡神社 (横須賀市久里浜)（神奈川県横須賀市久里浜）
- 八幡神社 (横須賀市鴨居)（神奈川県横須賀市鴨居）
- 小八幡八幡神社（神奈川県小田原市小八幡）
- 八幡神社 (秦野市)（神奈川県秦野市）
- 八幡神社 (厚木市)（神奈川県厚木市）

### 中部地方
- 八幡神社 (長岡市)（新潟県長岡市）
- 福井八幡神社（福井市古市）
- 八幡神社 (甲府市宮前町)（山梨県甲府市宮前町） - 府中八幡宮
- 子安八幡神社（山梨県甲府市）
- 大井俣窪八幡神社（山梨県山梨市）
- 若宮八幡神社（長野県佐久市） - 旧郷社
- 池田八幡神社（長野県揖斐郡池田町） - 旧村社
- 八幡神社（静岡県浜松市中央区東若林町) -旧村社
- 稲橋八幡神社（愛知県豊田市）
- 二川八幡神社（愛知県豊橋市二川町）
- 尾張八幡神社（愛知県知多市八幡）
- 八幡神社 (東栄町)（愛知県北設楽郡東栄町）

#### 岐阜県
- 八幡神社 (岐阜市芥見)（岐阜県岐阜市芥見）
- 森水無八幡神社（岐阜県下呂市森）
- 下原八幡神社（岐阜県下呂市金山町）
- 位山八幡神社（岐阜県下呂市萩原町）
- 大垣八幡神社（岐阜県大垣市） - 旧県社
- 加賀野名水公園#加賀野八幡神社（岐阜県大垣市）
- 八幡神社 (大垣市墨俣町)（岐阜県大垣市墨俣町）
- 八幡神社 (大垣市開発町)（岐阜県大垣市開発町）
- 八幡神社 (各務原市那加東亜町)（岐阜県各務原市那加東亜町）
- 八幡神社 (各務原市蘇原興亜町)（岐阜県各務原市蘇原興亜町）
- 八幡神社 (各務原市各務山の前町)（岐阜県各務原市各務山の前町）
- 八幡神社 (本巣市十四条)（岐阜県本巣市十四条）
- 八幡神社 (多治見市喜多町)（多治見市喜多町）
- 八幡神社 (瑞浪市山田町)（岐阜県瑞浪市山田町）
- 八幡神社 (恵那市岩村町)（岐阜県恵那市岩村町）
- 八幡神社 (中津川市千旦林)（岐阜県中津川市千旦林）
- 八幡神社 (中津川市阿木字大門前)（岐阜県中津川市阿木字大門前）
- 八幡神社 (中津川市中津川)（岐阜県中津川市中津川）
- 八幡神社 (土岐市妻木町)（岐阜県土岐市妻木町） - 旧県社
- 八幡神社 (郡上市八幡町)（岐阜県郡上市八幡町） - 郡上八幡の地名の由来。
- 八幡神社 (美濃市)（岐阜県美濃市）
- 八幡神社 (美濃市片知)（美濃市片知）
- 上野八幡神社（岐阜県美濃市）
- 八幡神社 (関市小瀬)（岐阜県関市小瀬）
- 八幡神社 (関市上之保)（岐阜県関市上之保）
- 八幡神社 (高山市清見町夏厩)（岐阜県高山市清見町夏厩）
- 八幡神社 (高山市朝日町万石)（岐阜県高山市朝日町万石）
- 八幡神社 (高山市久々野町小屋名)（岐阜県高山市久々野町小屋名）
- 八幡神社 (高山市久々野町久々野)（岐阜県高山市久々野町久々野）
- 八幡神社 (高山市久々野町無数河)（岐阜県高山市久々野町無数河）
- 八幡神社 (笠松町)（岐阜県羽島郡笠松町）
- 白川八幡神社（岐阜県大野郡白川村）
- 鳩谷八幡神社（大野郡白川村）
- 飯島八幡神社（大野郡白川村）
- 平瀬八幡神社（大野郡白川村）

#### 静岡県
- 八幡神社 (静岡市)（静岡県静岡市駿河区八幡山） - 駿府八幡宮。後背地は八幡山。
- 若宮八幡神社（静岡県浜松市中央区入野町）
- 八幡神社 (浜松市中央区)（静岡県浜松市中央区東若林町）
- 八幡神社 (伊東市宇佐美)（静岡県伊東市宇佐美）
- 八幡神社 (伊東市松原)（静岡県伊東市松原）
- 八幡宮来宮神社（静岡県伊東市八幡野）
- 八幡神社 (下田市)（静岡県下田市） - 下田八幡神社
- 吉佐美八幡神社（静岡県下田市吉佐美）
- 八幡神社 (沼津市市場町)（静岡県沼津市市場町）
- 沖之須八幡神社（静岡県掛川市）
- 八幡神社 (掛川市山崎)（静岡県掛川市）
- 八幡神社 (掛川市岩滑)（静岡県掛川市）
- 八幡神社 (東伊豆町)（静岡県賀茂郡東伊豆町稲取）
- 河津八幡神社（静岡県賀茂郡河津町） - 曽我兄弟と父河津祐泰を合祀。
- 対面石八幡神社（静岡県駿東郡清水町） - 黄瀬川八幡神社
- 八幡神社 (伊豆市小土肥)（静岡県伊豆市小土肥）
- 八幡神社 (南伊豆町子浦)（静岡県賀茂郡南伊豆町子浦）

### 近畿地方
- 八幡神社 (答志島)（三重県鳥羽市）

#### 京都府
- 八幡神社 (与謝野町)（京都府与謝郡与謝野町） - 境内に珍しいとされる狛鯛がある。
- 八幡神社 (南丹市)（京都府南丹市八木町鳥羽） - 八木町美里から洪水で流れてきたものを客社として鳥羽に創建。
- 天引八幡神社（京都府南丹市園部町天引）
- 若宮八幡神社（京都府南丹市日吉町殿田） - 日吉町殿田の東町の崇敬社。

#### 大阪府
- 八幡神社 (大阪市)（大阪府大阪市鶴見区諸口）
- 踞尾八幡神社（大阪府堺市津久野町）
- 烏帽子形八幡神社（大阪府河内長野市喜多町）
- 八幡神社 (河内長野市)（大阪府河内長野市）
- 野々上八幡神社（大阪府羽曳野市野々上）
- 国府八幡神社（大阪府藤井寺市国府）
- 澤田八幡神社（大阪府藤井寺市沢田）
- 御領八幡神社（大阪府八尾市東山本町）
- 吉川八幡神社（大阪府豊能町吉川）

#### 奈良県
- 八幡神社 (奈良市西大寺芝町)（奈良県奈良市西大寺芝町） - 西大寺鎮守社
- 八幡神社 (奈良市東九条町)（奈良県奈良市東九条町） - 大安寺鎮守社
- 薬園八幡神社（奈良県大和郡山市材木町）
- 郡山八幡神社（奈良県大和郡山市柳）
- 八幡神社 (橿原市木之本町)（奈良県橿原市木之本町）
- 八幡神社 (橿原市今井町)（奈良県橿原市今井町）
- 八幡神社 (奈良県平群町)（奈良県生駒郡平群町）

#### 和歌山県
- 府中八幡神社（和歌山県和歌山市府中）
- 隅田八幡神社（和歌山県橋本市隅田町） - 旧県社
- 八幡神社（和歌山県橋本市北馬場)
- 鞆淵八幡神社（和歌山県紀の川市中鞆渕） - 旧県社
- 小竹八幡神社（和歌山県御坊市薗新町）
- 芳養八幡神社（和歌山県田辺市）
- 広八幡神社（和歌山県有田郡広川町上中野）
- 山口八幡神社（和歌山県日高郡印南町）

#### 兵庫県
- 六甲八幡神社（兵庫県神戸市灘区八幡町）
- 東明八幡神社（兵庫県神戸市東灘区御影塚町）
- 横屋八幡神社（兵庫県神戸市東灘区魚崎北町）
- 御崎八幡神社（兵庫県神戸市兵庫区御崎本町）
- 湊八幡神社（兵庫県神戸市兵庫区兵庫町）
- 板宿八幡神社（兵庫県神戸市須磨区板宿町）
- 瑞丘八幡神社（兵庫県神戸市垂水区高丸）
- 三条八幡神社（兵庫県芦屋市三条町）
- 八幡神社 (宝塚市)（兵庫県宝塚市中筋）
- 波豆八幡神社（兵庫県宝塚市）
- 西脇八幡神社（兵庫県西脇市下戸田）
- 柏原八幡神社（兵庫県丹波市柏原町） - 旧県社。石清水八幡宮の柏原別宮。
- 宗佐厄神八幡神社（兵庫県加古川市八幡町野村）
- 今福八幡神社（兵庫県加古川市尾上町今福）
- 魚吹八幡神社（兵庫県姫路市網干区宮内） - 旧県社
- 松原八幡神社（兵庫県姫路市白浜町） - 旧県社
- 鳴尾八幡神社（兵庫県西宮市）
- 七松八幡神社（兵庫県尼崎市）
- 八幡神社 (猪名川町杤原)（兵庫県川辺郡猪名川町杤原）
- 八幡神社 (猪名川町木津)（兵庫県川辺郡猪名川町木津）
- 八幡神社（兵庫県川辺郡猪名川町南田原）
- 加古八幡神社（兵庫県加古郡稲美町）
- 落地八幡神社（兵庫県赤穂郡上郡町落地）
- 八幡神社 (香美町)（兵庫県美方郡香美町）

### 中国地方
- 国信八幡神社（鳥取県西伯郡大山町）
- 荒田八幡神社（岡山県真庭市荒田）
- 八幡神社（岡山県倉敷市真備町）
- 八幡神社（岡山県津山市志戸部）
- 八幡神社（岡山県浅口市寄島町）

#### 広島県
- 八幡神社 (広島市佐伯区湯来町和田)（広島県広島市佐伯区湯来町和田）
- 八幡神社 (広島市佐伯区湯来町麦谷)（広島県広島市佐伯区湯来町麦谷）
- 三入八幡神社（広島県広島市安佐北区可部町下町屋）
- 八幡神社 (馬木八幡神社)（広島県広島市東区馬木） - 馬木八幡神社。社叢が県の天然記念物。
- 小山八幡神社（広島県福山市御幸町中津原） - 摂社に小山荒神社がある[9]。
- 忠海八幡神社（広島県竹原市）
- 仁賀八幡神社（広島県竹原市）
- 八幡神社 (沖津八幡宮)（広島県尾道市瀬戸田町） - 沖津八幡宮
- 烏須井八幡神社（広島県尾道市） - 栗原八幡神社

### 四国地方
- 誉田八幡神社（香川県東かがわ市）

#### 徳島県
- 八幡神社（徳島県徳島市伊賀町）
- 助任八幡神社（徳島県徳島市下助任町）
- 椎宮八幡神社（徳島県徳島市南佐古）
- 産八幡神社（徳島県徳島市南蔵本町）
- 八幡神社（徳島県徳島市）
- 豊崎八幡神社（徳島県徳島市名東町）
- 銅之鳥居八幡神社（徳島県徳島市八万町）
- 別宮八幡神社（徳島県徳島市応神町） - 応神町の名前の由来の神社。
- 伏拝八幡神社（徳島県徳島市一宮町） - 源義経ゆかりの神社。
- 井上八幡神社（徳島県徳島市国府町） - 古称 宇佐八幡宮。
- 八幡神社 （徳島県徳島市渋野町）
- 小倉八幡神社（徳島県徳島市八多町）
- 津田八幡神社（徳島県徳島市津田西町）
- 宇佐八幡神社（徳島県鳴門市撫養町）
- 八幡神社（徳島県吉野川市川島町）
- 平八幡神社（徳島県吉野川市美郷）
- 川田八幡神社（徳島県吉野川市山川町八幡） - 秋祭りには数台の神輿が参道や階段を駆け上がる。
- 八幡神社（徳島県阿波市市場町香美）
- 大俣八幡神社（徳島県阿波市市場町大俣）
- 八幡神社（徳島県阿南市見能林町）
- 林崎正八幡神社（徳島県阿南市見能林町）
- 正八幡神社（徳島県阿南市吉井町）
- 正八幡神社（徳島県阿南市宝田町）
- 海正八幡神社（徳島県阿南市橘町）
- 椿八幡神社（徳島県阿南市椿町）
- 大宮八幡神社（徳島県阿南市福井町）
- 八幡神社（徳島県阿南市福井町）
- 八幡神社（徳島県三好市池田町シンヤマ）
- 栗枝渡八幡神社（徳島県三好市東祖谷山） - 安徳天皇火葬地の伝説あり。
- 矢武八幡神社（徳島県板野郡板野町）
- 宇佐八幡神社（徳島県名西郡神山町）
- 左手宮八幡神社（徳島県名西郡神山町）
- 二ノ宮八幡神社（徳島県名西郡神山町）
- 正八幡神社（徳島県名西郡神山町）
- 大宮八幡神社（徳島県名東郡佐那河内村）
- 大宮八幡神社 （徳島県勝浦郡勝浦町）
- 茶神八幡神社（徳島県勝浦郡上勝町）
- 大宮八幡神社（徳島県那賀那那賀町）
- 日和佐八幡神社（徳島県海部郡美波町） - 秋祭りの太鼓屋台 ( ちょうさ) や海へ入る神輿が有名。
- 大里八幡神社（徳島県海部郡海陽町）
- 宍喰八幡神社（徳島県海部郡海陽町）
- 八幡神社（徳島県三好郡東みよし町）

#### 愛媛県
- 桑原八幡神社（愛媛県松山市） - 松山八社八幡（二番社）。
- 日尾八幡神社（愛媛県松山市） - 旧県社。松山八社八幡（三番社）。
- 朝日八幡神社（愛媛県松山市） - 松山八社八幡（六番社）。
- 還熊八幡神社（愛媛県松山市） - 松山八社八幡（七番社)。
- 勝山八幡神社（愛媛県松山市） - 阿沼美神社境内社。松山八社八幡（八番社）。
- 勝岡八幡神社（愛媛県松山市） - 旧郷社
- 石清水八幡神社（愛媛県今治市） - 旧県社
- 原八幡神社（愛媛県西条市） - 源頼義創建。
- 高知八幡神社（愛媛県西条市） - 旧県社
- 川之江八幡神社（愛媛県四国中央市） - 旧県社
- 八幡神社（愛媛県新居浜市大生院）
- 八旛神社（愛媛県新居浜市垣生）
- 伊吹八幡神社（愛媛県宇和島市）
- 八幡神社 (八幡浜市)（愛媛県八幡浜市） - 八幡浜市の地名の由来であり、西暦654年の創建と伝えられている。
- 八幡神社 (久万高原町)（愛媛県上浮穴郡久万高原町）

### 九州・沖縄地方
- 八幡神社 (上多久)（佐賀県多久市） - 若宮八幡宮
- 大町八幡神社（佐賀県杵島郡大町町）
- 箱崎八幡神社（長崎県壱岐市芦辺町）
- 亀岡八幡神社（大分県中津市）
- 若宮八幡神社（大分県豊後高田市）
- 大塚八幡神社（宮崎県宮崎市）

#### 鹿児島県
- 蒲生八幡神社（鹿児島県姶良市） - 旧県社
- 八幡神社 (姶良市)（鹿児島県姶良市） - 鍋倉八幡神社
- 郡山八幡神社（鹿児島県伊佐市）
- 箱崎八幡神社（鹿児島県出水市）
- 益山八幡神社（鹿児島県南さつま市）
- 岩川八幡神社（鹿児島県曽於市）

#### 福岡県
- 甲宗八幡神社（福岡県北九州市門司区） - 旧県社
- 篠崎八幡神社（福岡県北九州市小倉北区） - 旧県社
- 到津八幡神社（福岡県北九州市小倉北区） - 旧県社。大友義鎮に宇佐宮が焼討ちされた際に遷座。
- 蒲生八幡神社（福岡県北九州市小倉南区） - 旧県社
- 東大野八幡神社（福岡県北九州市小倉南区）
- 西大野八幡神社（福岡県北九州市小倉南区）
- 八旗八幡神社（福岡県北九州市小倉南区）
- 葛原八幡神社（福岡県北九州市小倉南区）
- 豊山八幡神社（福岡県北九州市八幡東区） - 旧県社。旧八幡市 (現 八幡東区) の地名の由来。
- 乳山八幡神社（福岡県北九州市八幡東区） - 旧八幡市 (現 八幡東区) の地名の由来。
- 嘯吹八幡神社（福岡県豊前市）
- 正八幡神社（福岡県行橋市神田町）
- 正八幡神社（福岡県行橋市行事）
- 位登八幡神社（福岡県田川市）
- 若宮八幡神社（福岡県うきは市） - 旧県社
- 下庄八幡神社（福岡県みやま市）
- 鶴岡八幡神社（福岡県田川郡香春町）
- 生立八幡神社（福岡県京都郡みやこ町）
- 宇佐八幡神社（福岡県みやま市江浦）

## 主な八幡社
- 八幡社（埼玉県さいたま市緑区）
- 八幡社（東京都世田谷区）
- 八幡社（東京都三鷹市大沢）
- 八幡社（神奈川県横浜市保土ケ谷区瀬戸ケ谷町）
- 八幡社（神奈川県横浜市青葉区荏子田）
- 八尾八幡社（富山県富山市）
- 若宮八幡社（富山県富山市） - お蚕宮
- 川中島古戦場八幡社（長野県長野市）
- 若宮八幡社（愛知県名古屋市中区）
- 闇之森八幡社（愛知県名古屋市中区）
- 田光八幡社（愛知県名古屋市瑞穂区） - 田光神社
- 八幡社（愛知県春日井市柏井町）
- 片山八幡社（愛知県小牧市村中）
- 牛久保八幡社（愛知県豊川市牛久保）
- 若宮八幡社（愛知県豊川市伊奈町）
- 杉森八幡社（愛知県豊川市赤坂町）
- 牟呂八幡社（愛知県豊橋市牟呂町）
- 野依八幡社（愛知県豊橋市野依町）
- 寺津八幡社（愛知県西尾市） - 旧県社
- 奥神田八幡社（三重県桑名市陽だまりの丘）
- 若宮八幡社（大分県大分市） - 旧県社
- 別宮八幡社（大分県豊後高田市） - 旧県社
- 若宮八幡社（大分県杵築市） - 旧県社
- 城原八幡社（大分県竹田市） - 城原神社。旧県社。
- 牧口八幡社（大分県玖珠郡九重町）

## 主な八幡宮神社
- 若宮八幡宮神社（山形県西置賜郡飯豊町上屋地）
- 八幡宮神社（京都府京都市右京区嵯峨鳥居本）
- 八幡宮神社（京都府亀岡市千歳町国分） - 愛宕神社境内社
- 厳原八幡宮神社（長崎県対馬市厳原町） - 八幡宮神社。旧県社。

## 主な八幡大神社
- 八幡大神社（埼玉県深谷市針ケ谷）
- 八幡大神社（埼玉県秩父郡皆野町）
- 坂本八幡大神社（埼玉県秩秩父郡東秩父村坂本）
- 八幡大神社（東京都三鷹市） - 三鷹八幡大神社
- 八幡大神社（東京都日野市万願寺）
- 日招八幡大神社（愛媛県松山市） - 日招八幡宮。松山八社八幡 (五番社)。
- 八幡大神社（愛媛県四国中央市土居町）
- 下野八幡大神社（宮崎県西臼杵郡高千穂町下野） - 下野八幡宮

## 主な八幡大神
- 正八幡大神（千葉県千葉市若葉区）
- 白幡八幡大神（川崎市宮前区平）
- 八幡大神（川崎市中原区上平間）
- 八幡大神（川崎市中原区苅宿）
- 八幡大神（川崎市幸区）
- 宇佐八幡大神（愛媛県今治市宮窪町宮窪）

## 八幡を社名に持つ他の神社
- 八幡春日神社（千葉県鎌ケ谷市）
- 兵主八幡両神社（千葉県柏市）
- 八幡八雲神社（東京都八王子市）
- 若宮八幡宮社（京都府京都市東山区）
- 八幡古表神社（福岡県築上郡吉富町）
- 八幡鶴市神社（大分県中津市）
- 八幡朝見神社（大分県別府市） - 旧県社

## 八幡神を祭神とする他の神社
- 東山神社（北海道富良野市）
- 和田神社（北海道根室市東和田）
- 花岡神社（北海道札幌市南区）
- 厚岸真龍神社（北海道厚岸郡厚岸町）
- 西野神社（北海道札幌市西区）
- 蛇窪神社（東京都品川区）
- 太田神社（東京都大田区）
- 叶神社#叶神社 (横須賀市西浦賀)（神奈川県横須賀市西浦賀）
  - 叶神社#叶神社 (横須賀市東浦賀)（神奈川県横須賀市東浦賀）
- 武水別神社（長野県千曲市） - 旧県社
- 筑摩神社（長野県松本市） - 旧県社
- 駒林神社（兵庫県神戸市長田区駒ヶ林町）
- 亀山神社（広島県呉市清水） - 亀山八幡宮。旧県社。別表神社。
- 鶴尾神社（香川県高松市）
- 伊佐爾波神社（愛媛県松山市桜谷町） - 湯月八幡神社。旧県社。松山八社八幡 (一番社)。
- 雄郡神社（愛媛県松山市） - 正八幡神社。旧県社。松山八社八幡 (四番社)。
- 埴生神社（福岡県中間市） - 埴生八幡宮
- 大富神社（福岡県豊前市） - 宗像八幡社。旧県社。
- 金富神社（福岡県築上郡築上町） - 矢幡八幡宮。宇佐宮元宮とする説がある。
- 海神神社（長崎県対馬市峰町） - 上津八幡宮。旧国幣中社。対馬国一宮。別表神社。
- 河尻神宮（熊本県熊本市南区） - 旧県社。鶴岡八幡宮から勧請。
- 大神祖神社（大分県宇佐市） - 宇佐神宮摂社
- 伊美別宮社（大分県国東市） - 旧県社
- 奈多宮（大分県杵築市） - 八幡奈多宮、旧県社
- 生目神社（宮崎県宮崎市） - 生目八幡宮。旧県社。
- 巨田神社（宮崎県宮崎市） - 巨田八幡宮
- 鹿児島神宮（鹿児島県霧島市） - 大隅正八幡宮。五所別宮。旧官幣大社。大隅国一宮。別表神社。
- 若宮神社（鹿児島県鹿児島市） - 若宮八幡宮
- 新田神社（鹿児島県薩摩川内市） - 新田八幡宮。五所別宮。旧国幣中社。薩摩国一宮。
- 箱崎神社（鹿児島県伊佐市）

## 海外の八幡神社
- 台東八幡神社（たいとうはちまんじんじゃ）（中華民国台湾省台東県東河郷）